# دانشگاه سایبرجایا
دانشگاه سایبرجایا (UoC) یک دانشگاه خصوصی با تمرکز بر رشته‌های مراقبت‌های بهداشتی است. این دانشگاه در سال ۲۰۰۵ تأسیس و بیش از ۲۰ رشته تحصیلی در زمینه‌های پزشکی، داروسازی، روان‌شناسی، ایمنی و بهداشت شغلی، هومیوپاتی، فیزیوتراپی، فناوری مهندسی زیست پزشکی ،پیراپزشکی ارائه می‌کند. سایبرجایا توسط آژانس صلاحیت مالزی رتبه ۵ - عالی را دریافت کرد.
در ۲۳ نوامبر ۲۰۱۹، انوار بن علی به عنوان رئیس جدید دانشگاه منصوب شد.